# ماتيو ريتشي (سياسي)
ماتيو ريتشي هو سياسي إيطالي، ولد في 18 يوليو 1974 في بيزارو في إيطاليا. نشط حزبياً في الحزب الديمقراطي. وقد انتخب president of the Province of Pesaro and Urbino ‏ وانتخب mayor of Pesaro ‏.